# James L. Tolbert
James L. „Jimmy“ Tolbert (* 26. Oktober 1926; † 22. April 2013 in Santa Monica) war ein US-amerikanischer Rechtsanwalt und NAACP-Funktionär.
Tolbert stammt aus einer bekannten Musikerfamilie aus New Orleans; die Jazzmusiker Lester Young und Lee Young waren seine Onkel. Mit zehn Jahren erhielt er in Los Angeles bei seinem Großvater Willis Young Unterricht. Er wuchs in dem Musikviertel Central Avenue auf und besuchte die Jordan und Jefferson High Schools in Los Angeles. Danach leistete er seinen Militärdienst (1945–1947) in der US-Armee. Nach seiner Rückkehr nach Los Angeles studierte er am East Los Angeles College und am Cal State Los Angeles, wo er in Journalismus graduierte. Daneben spielte er in einem Football-Team und betätigte sich als Konzertpromoter. Er studierte dann Rechtswissenschaft an der Loyola Law School und der Van Norman Law School.
Tolbert arbeitete anschließend kurze Zeit als Verleger und Mitbesitzer der afroamerikanischen Zeitung The California Eagle. Weitere berufliche Stationen waren die Southern California Regional Transit District Board und die Los Angeles County Transportation Commission. 1960 gründete er die Anwaltskanzlei Tolbert & Wooden (später Tolbert, Wooden & Malone), die zu den ersten afroamerikanischen Kanzleien im Unterhaltungsbereich gehörte und über fast vierzig Jahre bestand; zu deren Klienten gehörten Künstler wie Della Reese, Harry Sweets Edison, Redd Foxx und Lou Rawls. Von 1962 und 1964 war er Mitbegründer und Vorsitzender der Bürgerrechtsorganisation National Association for the Advancement of Colored People in Beverly Hills-Hollywood. Mit der NAACP-Kampagne gelang es, die Hollywood-Studios dazu zu bewegen, vermehrt die Mitwirkung von Afroamerikanern in Filmen und Fernsehshows durchzusetzen. 2000 wurde Tolbert für diese Arbeit mit dem NAACP’s Special Tribute Award geehrt. 1988–1990 war er Vorsitzender des San Fernando Valley Arts Council. Er starb im April 2013 an den Folgen der Alzheimer-Krankheit.